# Euplectella marshalli
Euplectella marshalli är en svampdjursart som beskrevs av Isao Ijima 1895. Euplectella marshalli ingår i släktet Euplectella och familjen Euplectellidae.
Artens utbredningsområde är havet kring Japan. Inga underarter finns listade i Catalogue of Life.